# San Jorge salva a la princesa (Donatello)
El relieve de San Jorge salva a la princesa (se denomina también como San Jorge y el Dragón y San Jorge y la princesa) es una obra en mármol de Carrara, de referencia sobre Donatello (129 x 39 cm) colocada la base de la hornacina del San Jorge realizada para el Gremio de fabricantes de armaduras y ahora conservado en el Museo del Bargello. Datada de 1416-1417.

## Historia
San Jorge era un guerrero santo, por esto fue elegido como el patrón del Gremio de los fabricantes de armaduras. Un documento con fecha de febrero de 1417, recuerda la adquisición de un bloque de mármol para la base tabernáculo, probablemente tallado poco después. El tema de San Jorge matando al dragón en presencia de la princesa consiguió enseguida una considerable fama, solo oscurecido por la estatua de San Jorge colocada encima. El trabajo se considera como una de las más antiguas representaciones de un único punto de vista de perspectiva central, de acuerdo con la técnica desarrollada por Brunelleschi en esos años.
En 1891 la obra escultórica de San Jorge pasa a conservarse en el museo del Bargello y se sustituye por una copia de bronce en el exterior. Desde 1976 el grupo de la estatua y la base se encuentran juntos en el museo, cuando fue realizada la copia completa para el exterior.

## Descripción
El San Jorge salva a la princesa, es también el ejemplo más antiguo conocido de bajo relieve en el estilo revolucionario stiacciato, donde en una profundidad mínima de la escultura, no impide la creación de un espacio ilusorio y, preferiblemente, a través de limitadas variaciones de espesor de unos pocos milímetros, más como una pintura que si de una escultura se tratase.
La construcción de acuerdo con el punto de fuga central(ver las líneas horizontales que une el pórtico de la derecha y la base de la cueva del dragón a la izquierda) centra la atención de los observadores sobre la figura de San Jorge, que sobre un caballo, hunde la lanza en el pecho del monstruo, mientras en la izquierda, la dulce princesa está en oración con la esperanza de su victoria. Muy eficaz es la construcción de la acción, que está compuesta por un conjunto de líneas cruzadas (el dragón, el caballo, la lanza, el cuerpo de San Jorge), bien dramatizados el choque de voluntades de los dos antagonistas. 
La escena pone de manifiesto la característica esencial de estilo renacentista, con los personajes reducidos a su protagonismo y su coherente colocación en el espacio, haciendo inmediatamente legible la narración de la escena, evidenciando las líneas convergentes que dan las variaciones del claroscuro.
Las líneas de la capa, la bella armadura y el perfil de las alas abiertas del dragón, son datos que derivan del estilo gótico tardío, donde una nueva concepción del espacio, que parece extenderse más allá del marco del bajorrelieve. Para Brunelleschi, la perspectiva no era sino una manera de organizar a posteriori la espacialidad, Donatello aquí la utilizó para destacar el centro de la acción, como si se tratara de las mismas figuras para generar el espacio.